# Euphorbia sarmentosa
Euphorbia sarmentosa är en törelväxtart som beskrevs av Friedrich Welwitsch och Ferdinand Albin Pax. Euphorbia sarmentosa ingår i släktet törlar, och familjen törelväxter.
Artens utbredningsområde är Angola. Inga underarter finns listade i Catalogue of Life.